# Menzelinsk
Menzelinsk (rus: Мензелинск; tàtar: Минзәлә, Minzala) és una ciutat de la República del Tatarstan, a Rússia. el 2018 tenia 17.055 habitants.